# Abu Zanima
Abu Zanima (arab. أبو زنيمة, Abū Zanīma) – miasteczko w Egipcie w południowej części Półwyspu Synaj w muhafazie Synaj Południowy, nad Zatoką Sueską nad Morzem Czerwonym. Ośrodek wydobycia ropy naftowej (złoża Abu Rudajs, Wadi Fajran), eksploatacja rud manganu, żelaza, port wywozu manganu, ropociąg z pól naftowych. Port morski.
W okolicy znajduje się Sarabit al Chadim z ruinami z czasów starożytnych.

## Polska baza sił pokojowych
Od lutego 1976 roku do czerwca 1979 roku mieściła się tu tzw. „wysunięta baza transportowa” (PWJS) polskich żołnierzy w składzie sił pokojowych ONZ tzw. UNEF II, ustanowiono je w celu nadzorowania zawieszenia ognia pomiędzy wojskami Egiptu i Izraela i sprawowania kontroli nad strefą buforową.